# Елдърман
Елдърман (на английски: alderman) е член на общинско събрание или съвет в много юрисдикции, основани върху английския закон. Терминът може да бъде титуларен, обозначаващ високопоставен член на областния или окръжния съвет, член на съвета, избран от останалите избрани членове, а не чрез народен вот, или член на съвета, избран от избирателите.
Заглавието произлиза от староанглийската титла еaлдорман, (на английски: ealdorman; elderman), което буквално се превежда като „по-възрастен човек“ или „старейшина“, и се е използвало от главните благородници, управляващи графствата.
Подобни титли съществуват в някои германски страни като шведския олдерман, датския и западнофризийския олдърман, холандския оутерман, (негерманския) финландски олтермани (зает от германските шведи в съседство) и немския алтестер, всички от които означават „възрастен човек“ или „мъдър човек“.

## Използване в различните държави

### Австралия
Много от местните държавни органи използват термина „алдерман“ в Австралия. Заради модернизацията на местните съвети в Обединеното кралство и Ирландия, терминът елдорман изчезва на редица места. Например, преди 1994 г. в щата Куинсленд провинциалните графства избират „съветници“ и „председател“, докато „градовете“ избират „кмет“ и „елдърмен“. От 1994 г. всички области на местните и регионалните власти в Куинсланд избират „кмет“ и „съветници“. (Австралийските столици обикновено имат лорд-кмет). Град Аделаида е пример за употребата на термина елдърман. Там елдърманите се избират от избирателите във всички квартали.

### Канада
Исторически в Канада терминът „елдърман“ се е използвал за лицата, избрани в общински съвет, за да представляват кварталите. Тъй като жените били все по-често избирани на общински длъжности, терминът „съветник“ бавно заменя „елдърман“, въпреки че има известна употреба на термина „елдърперсон“. Днес титлата „елдърман“ рядко се използва освен в някои градове в Албърта и Онтарио, както и в някои по-малки общини на други места в страната, които запазват титлата по исторически причини.

### Ирландия
В Република Ирландия титлата „елдърман“ е премахната за местните власти със Закона за местното самоуправление от 2001 г., в сила от местните избори от 2004 г. Ранното използване на термина е отражение на това в Англия и Уелс. Местните избори след Закона за местната власт (Ирландия) от 1919 г. използват еднократно прехвърлимо гласуване в избирателни райони с много членове. Във всяка избирателна област на район или окръг първите няколко избрани кандидати са наричани „елдърман“, а останалите „съветник“. Някой, който запълва място, освободено от елдърман, ще се определя като „съветник“.

### Южна Африка
В Южна Африка терминът се отнася до висши членове на общинските събрания. Те се отличават от обикновените съветници по „дългата и отлична служба като съветник“. Това може да се постигне или чрез дългосрочна служба, или чрез алтернативни средства, като например „точкови“ системи.

### Великобритания

#### Англия, Северна Ирландия и Уелс
Въпреки че терминът произхожда от Англия (например елдърманът Едрик Стреона), той няма еднозначно определение до XIX в., тъй като всяка общинска корпорация има своя конституция. Използван е в Англия, Уелс и Ирландия/Северна Ирландия (цяла Ирландия е част от Обединеното кралство от януари 1801 г. до декември 1922 г.), но не се използва в Шотландия. Съгласно Закона за реформата на общините от 1835 г. общинските районни корпорации се състоят от съветници и елдърмани. Елдърманите се избират не от електората, а от съвета (включително оттеглящите се елдърмани) за срок от шест години, което позволява на дадена партия, която е загубила изборите, да задържи контрола, като избере елдърмени. Това се променя от Закона за изменение на общинските корпорации от 1910 г., така че оттеглящите се елдърмени вече нямат право да гласуват. Елдърмените с право на глас са окончателно премахнати със Закона за местното самоуправление от 1972 г., с изключение на Съвета на Големите Лондон и Съветите на Лондонските райони, където това остава възможно до 1977 – 1978 г. Окръжните съвети също избират елдърмани, но не и провинциалните съвети в градските такива.

##### Почетен елдърман
Съветите в Англия, Уелс и Северна Ирландия все още имат право да връчват почетно елдърмани за награда за нечия служба като съветник, като това се прави на специално заседание, за да предадат титлата, одобрена от две трети от присъстващите. Това се използва много по-често в Северна Ирландия, отколкото в Англия или Уелс, където съветите могат допълнително да определят до една четвърт от избраните от тях съветници като алдермени.

##### Сити (Лондон)
В Лондонското Сити, но никъде другаде, елдърманите все още се избират за всяко от отделенията на града, от редовния електорат и до 2004 г. могат да заемат поста доживотно, но сега имат мандат не повече от шест години. Те образуват Съда на старейшините. За да бъдеш кандидат за лорд-кмет на Лондонския град, е необходимо да си елдърман и да си шериф на Лондон.
„Елдърман“ се използва както за мъже, така и за жени и може да бъде префикс към името на човек (напр. Елдърман Джон Смит, Елдърман Смит, или за жените, Елдърман Г-жа/Г-ца Смит).

#### Шотландия
В Шотландия постът „бейли“ донякъде е сходен с този на елдърман в Англия и Уелс.

### Съединени щати
В зависимост от юрисдикцията, даден елдърман може да бъде част от местната законодателна или съдебна власт.
„Съвет на старейшините“ е управляващият изпълнителен или законодателен орган на много градове в Съединените щати. Бордовете на елдърманите се използват в много селски райони на САЩ, за разлика от по-големите градски съвети или градски комисии; членовете му обикновено се наричат „елдърмани“. Двата термина могат да се смесват, например в Чикаго, Общинския съвет (а не съвет от елдърмани) е съставен от петдесет елдърмани (а не съветници). Терминът понякога се използва вместо градски съвет, но може да се отнася и до изпълнителен съвет, независимо от съвета, или до това, което по същество е горната камара на двукамерната законодателна власт (каквато е била в Ню Йорк до XX век).
Някои градове като Кеноша, Уисконсин определят елдърмените като „елдърперсони“. Други, включително Ню Хейвън, Кънектикът, използват термина „елша.“
Исторически терминът може да се отнася и за местните общински съдии в малки съдебни производства (като в Пенсилвания и Делауеър). Титлата „елдърма“ в Пенсилвания постепенно се прекратява в началото на XX в.